# Karpaten-Liga
Die Karpaten Liga war ein länderübergreifender Eishockeywettbewerb, an dem Mannschaften aus Kroatien, Polen, der Bundesrepublik Jugoslawien, der Slowakei und Ungarn teilnahmen. Er wurde einmalig in der Saison 1997/98 ausgetragen und vom ungarischen Klub Dunaferr SE Dunaújváros gewonnen. Nach der Saison 2000/01 wurde die Liga nicht fortgeführt.

## Austragung 1997/98
An der Karpaten-Liga nahmen in der Saison 1997/98 acht Teams teil, davon vier aus Ungarn sowie jeweils eine aus der Slowakei, Kroatien, Polen und der Bundesrepublik Jugoslawien. Die Teams spielten zunächst in zwei Vierergruppen im Hin- und Rückspiel die Plätze aus. Der jeweilige Gruppensieger qualifizierte sich für das Finale, der jeweilige Zweite für das Spiel um den dritten Platz.
Im Modus Best-of-Three wurden dann die Sieger der Finalrundenspiele ermittelt. Im Finale setzte sich Dunaferr SE Dunaújváros gegen den SHK Danubia Bratislava durch.

### Hauptrunde
Gruppe A
|    | Klub                      | Sp | Tore  | Punkte |
| -- | ------------------------- | -- | ----- | ------ |
| 1. | Dunaferr SE Dunaújváros   | 6  | 34:16 | 8      |
| 2. | Alba Volán Székesfehérvár | 6  | 28:26 | 8      |
| 3. | STS-Autosan Sanok         | 6  | 21:20 | 3      |
| 4. | KHL Medveščak Zagreb      | 6  | 15:36 | 1      |

Gruppe B
|    | Klub                   | Sp | Tore  | Punkte |
| -- | ---------------------- | -- | ----- | ------ |
| 1. | SHK Danubia Bratislava | 6  | 56:09 | 11     |
| 2. | Ferencvárosi TC        | 6  | 31:18 | 8      |
| 3. | Újpesti TE             | 6  | 36:23 | 5      |
| 4. | HK Roter Stern Belgrad | 6  | 12:84 | 0      |

Sp = Spiele, S = Siege, U = Unentschieden, N = Niederlagen

### Finalrunde
Spiel um Platz 3
- Ferencvárosi TC –  Alba Volán Székesfehérvár 6:1, 2:3

Finale
- Dunaferr SE Dunaújváros –  SHK Danubia Bratislava 7:1, 6:4